# Michiko Ishimure
Michiko Shiraishi, conocida como Michiko Ishimure (en japonés: 石牟礼 道子, Ishimure Michiko; Kawaura, prefectura de Kumamoto, 11 de marzo de 1927-Amakusa,10 de febrero de 2018) fue una poeta y escritora japonesa. Por medio del premio Ramón Magsaysay de 1973, uno de los premios más prestigiosos de Asia, por publicar escritos sobre la enfermedad de Minamata, se la reconoce como la «voz de su pueblo» en su lucha contra la contaminación industrial que ha estado distorsionando y destruyendo sus vidas.

## Biografía
Ishimure después de graduarse de la escuela práctica de Minamata, se convirtió en maestra y más tarde en documentalista cuando hombres de negocio permitieron que los desechos tóxicos de la industria contaminasen su comunidad. En 1958, se unió al grupo del Círculo de la aldea (sâkuru mura) del poeta Gan Tanigawa. Interesada por la poesía japonesa comenzó esta actividad literaria. Minamata era un centro de pesca y agricultura hasta que las empresas químicas de Japón se establecieron allí en 1908 convirtiéndose en el principal empleador y en la influencia dominante en la política y el gobierno locales. La "enfermedad de la danza de los gatos" se extendió en Minamata por casi un cuarto de siglo provocando la muerte o ahogamiento de gatos frenéticos ante la impasividad del gobierno. Cuando pescadores se veían afectados por una enfermedad paralizante y desfigurante en 1957, Hajime Hosokawa descubrió que esta enfermedad consistía en un trastorno del sistema nervioso central resultante de comer pescado contaminado con desechos de mercurio vertidos en la bahía de Minamata. 
Ishimure buscó a quienes habían sido afectados publicando por primera vez la descripción de sus vidas y su enfermedad en una revista literaria de Kumamoto, Kyushu, en 1960 Cruel Tales of Japan: Modern Period. Su segundo trabajo sobre la enfermedad Paradise in the Sea of Sorrow apareció en 1969 estos ensayos poéticos reunidos en un libro  obtuvieron una respuesta nacional. Este libro ganó varios premios, los cuales rechazó mientras no se reconociera la difícil situación de las víctimas. Organizó una exposición fotográfica para llevar los horrores de la enfermedad al mundo, pero los poderes de la industria y el gobierno se negaron a darse cuenta durante mucho tiempo. No fue hasta 1968 que el gobierno japonés atribuyó la responsabilidad de la contaminación a la planta química. Incluso entonces, las víctimas tardaron mucho en recibir una compensación monetaria.

### Obras
- En su obra principal Kugai Jôdô waga Minamata byô (Mar de sufrimiento, Tierra pura: nuestra enfermedad de Minamata) (1969) rinde homenaje a las víctimas de la enfermedad. Este trabajo ha recibido muchos elogios. Aunque recibió el premio no-fikushon Ôyasôichi lo rechazo.

- Paradise in the Sea of Sorrow: Our Minamata Disease (1969) traducido al inglés por Livia Monnet[4] y al alemán por Ursula Graefe.[5]
- Minamata-byō tōsō – waga shimin (La enfermedad de Minamata, Mi gente muerta) (1972)
- Story of the Sea of Camellias (1976) traducido al inglés por Livia Monnet.[6]
- Lake of Heaven (1997) traducido al inglés por Bruce Allen.[7]
- Anima no tori (Birds of Spirit) (1999)
- Shiranui: A Contemporary Noh Drama traducido al inglés por by Bruce Allen.

En 1986, ayudó al poeta haikai Futoshi Anai con la publicación de la colección Ciel (Diez) .
En 1993, participó en los planes del semanario Kinyôbi especializado en política, negocios y desastres ambientales. Renunció después de dos años porque sólo echaba una mano al consejo editorial.
En 2002, publicó una pieza de teatro noh llamada Shiranui, que se representó en el escenario el mismo año en Tokio, en 2003 en Kumamoto y en 2004 finalmente en Minamata.
En 2018 tras sufrir enfermedad de Parkinson murió.

## Premios y distinciones
- Premio Ramón Magsaysay de Periodismo, Literatura y Artes de la Comunicación creativa, 1973 por sus escritos sobre la enfermedad de Minamata.[9]
- Premio Murasaki Shikibu en 1993 por Izayoi hashi (十六夜橋).